# سنترال پوینت (اورگن)
سنترال پوینت (به انگلیسی: Central Point) شهری در شهرستان جکسون ایالت اورگن است و در سرشماری سال ۲۰۱۱ میلادی، ۱۷٬۱۶۹ نفر جمعیت داشته که نسبت به سال ۲۰۱۰، ۰٫۳۸ درصد رشد جمعیت داشته‌است.

## موقعیت جغرافیایی
موقعیت جغرافیایی شهرها و مناطق اطراف به شرح زیر است: